# 미국의 건강보험 개혁
미국의 건강보험 개혁(Health Care Reform in the United States)은 버락 오바마 행정부에서 추진중인 건강보험개혁안이다.

## 연혁
- 2009년 11월 7일 - 미국 하원은 역사적인 건강보험개혁안(Affordable Health Care Act, HR 3962)을 찬성 220표, 반대 215표의 근소한 차이로 통과시켰다. 현재 미국의 건강보험 가입률은 84%인데, 건강보험개혁안은 2019년까지 건강보험 가입자 수를 3600만 명 늘려 가입률 96%를 달성한다는 내용을 담고 있다.[1]
- 2009년 12월 24일 - 미국 상원은 HR 3590(제3590호 법률안)을 통과시켰다.[2]
- 2010년 3월 21일 - 미국 하원은 상원의 HR 3590 법률안을 219대 212로 통과시켰다. 178명 공화당 의원 전원이 반대했고, 34명의 민주당 반낙태파 의원들이 반대했다. 또한 일부수정안도 220대 211로 통과시켰다.[2] 향후 10년간 재정에서 9400억달러를 투입，의보 혜택의 사각지대에 있는 3200만명에게 혜택을 제공함으로써 미국인들의 의료보험 수혜율을 95%로 올리는 것이 목표다.[3] 미국의 건강보험 개혁은 1912년 시어도어 루스벨트 대통령이 처음 주창한 이래 거의 100년만의 개혁이다.[4] 그러나 공화당 존 베이너 하원 원내대표는 "11월 중간선거 이후 이 법안을 철회시킬 것"이라고 주장했다.[5]

## 다른 나라와 비교

### 비용
미국이 건강보험에 쓰고 있는 현재 예산은 GDP 대비 16%이다.
2007년 기준으로, 대략 2.26조 달러 또는 1인당 7439달러가 건강보험으로 쓰였다.
건강보험비용은 임금이나 인플레이션 보다 빠르게 상승하고 있다. 그리고 GDP 대비 비율은 2017년에 19.5%까지 이를 것으로 예상된다.
사실, 미국에서 정부의 건강보험 지출은 캐나다, 이탈리아, 영국, 일본 등 의무적인 공공의료보험제도를 시행중인 국가들 보다도, GDP에 비교해서, 가장 큰 규모이다.
그리고 개인건강보험지출도 매우 크다. 최근의 연구는, 2007년의 미국내 개인파산의 62%가 의료비지출이 주요한 원인으로 밝혀졌다.

## 같이 보기
- 건강보험
- 폴 크루그먼 미래를 말하다